# Tanacetum erzincanense
Tanacetum erzincanense — вид рослин з роду пижмо (Tanacetum) й родини айстрових (Asteraceae).

## Опис
Листя розсіяно вкрите волосками. Нижні листки довгасто-зворотноланцетоподібні за контуром з 3–5 парними бічними сегментами. Бічні сегменти яйцеподібно-оберненояйцеподібні або округлі за контуром і, як правило, дорівнюють його ширині. Квіткових голів (12)30–110 на стебло. Кільце приквіток 3–4 × 2.5–3.5 мм

## Середовище проживання
Ендемік Туреччини, Іраку, Ірані. Населяє степи.